# Matthias Duscher
Matthias Duscher (* 9. Jänner 1891 in St. Florian am Inn; † 14. Dezember 1967 in Linz) war Bauer und Politiker.

## Leben
Der Besitzer eines Bauernhofes war nicht nur im wirtschaftlichen, sondern auch im politischen Bereich vielseitig tätig, wobei er in erster Linie die Interessen der Kleinbauern vertrat. Dabei war er nicht nur in der Kommunal-, sondern auch in der Landes- und der Bundespolitik aktiv tätig. Durch 41 Jahre gehörte er dem Gemeinderat von St. Florian an und war von 1959 bis 1967 Bürgermeister dieser Gemeinde.
Von 1927 bis 1934 war Duscher Mitglied des Nationalrates und anschließend bis 1938 des Bundeswirtschaftsrates und des Bundestages. Zwischen 1932 und 1938 war Duscher Landwirtschaftskammerrat und von 1945 bis 1961 Erster Vizepräsident der Landwirtschaftskammer, anschließend bis zu seinem Tod Mitglied der Kammervollversammlung. Außerdem wirkte er von 1945 bis 1962 als Obmann des oberösterreichischen Kleinhäuslerbundes und gleichzeitig als erster Obmann-Stellvertreter des Oberösterreichischen Bauernbundes. Daneben bekleidete er noch verschiedene Funktionen im landwirtschaftlichen Genossenschaftswesen. Auf Grund seiner vielfältigen Verdienste erfuhr er zahlreiche Ehrungen.
Nach dem Zweiten Weltkrieg war er bis 1961 Mitglied des oberösterreichischen Landtages und in dieser Zeit Obmann des Finanzausschusses.

## Auszeichnungen
- 1957: Großes Silbernes Ehrenzeichen für Verdienste um die Republik Österreich[2]